# Mieroszyno-Parcele
Mieroszyno-Parcele – kolonia wsi Mieroszyno w Polsce, położona w województwie pomorskim, w powiecie puckim, w gminie Puck. Wchodzi w skład sołectwa Mieroszyno.
W latach 1975–1998 kolonia administracyjnie należała do województwa gdańskiego.